# Psilanteris orios
Psilanteris orios är en stekelart som beskrevs av Mikhail Vasilievich Kozlov och Lê 2000. Psilanteris orios ingår i släktet Psilanteris och familjen Scelionidae. Inga underarter finns listade i Catalogue of Life.